# 지적환호

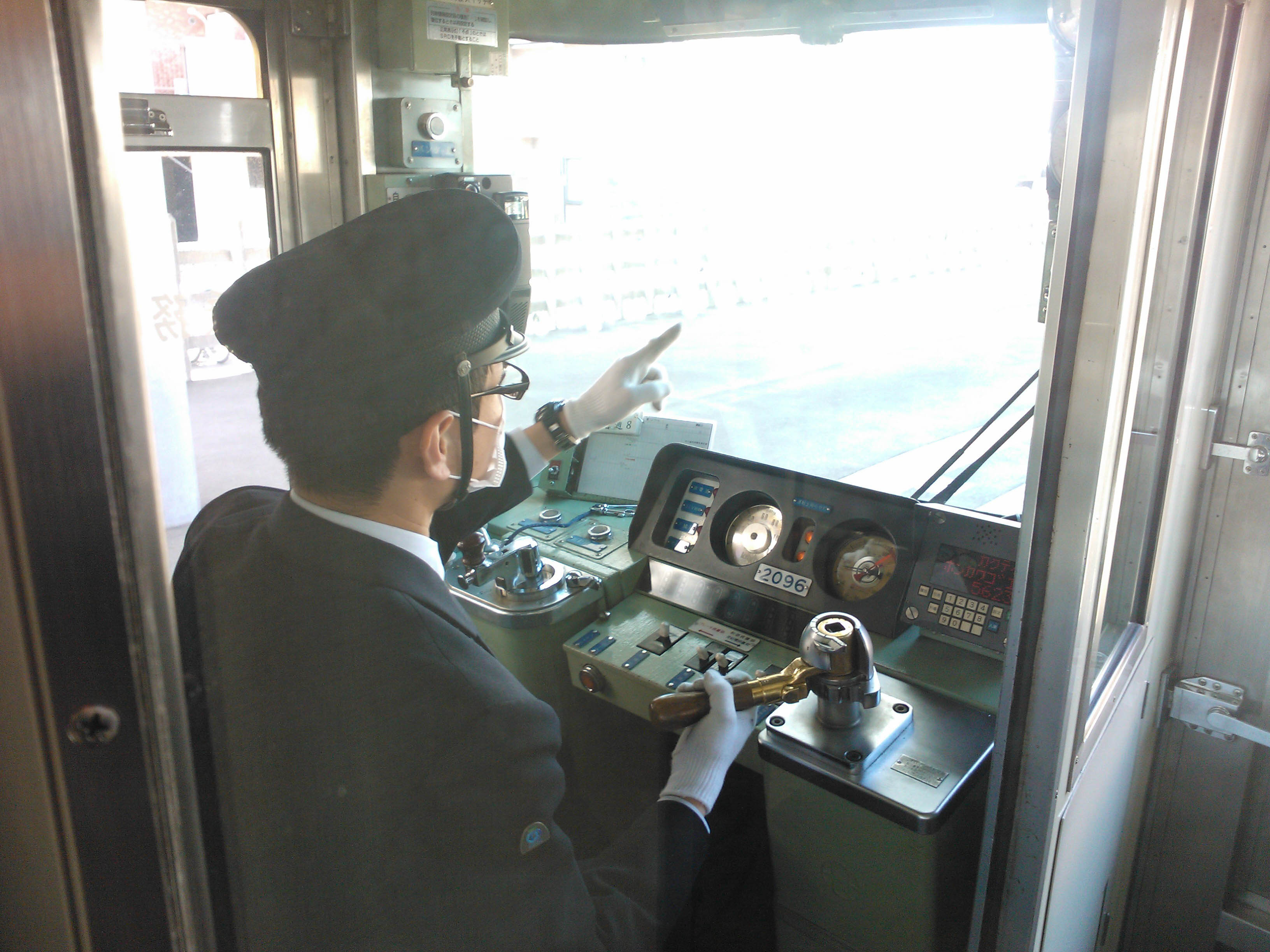
일본 전철의 지적환호

지적환호(영어: Pointing and calling 일본어: 指差喚呼)는 안전을 위해 신호기나 계기판 등을 손가락으로 가리키며 이상 및 변경을 목소리로 내는 행위를 말한다. 직접 가리키고 목소리를 냄으로써 기관사나 운전수의 주의를 환기하고 실수를 방지할 수 있다. '지적확인 환호응답' 이라고도 한다.
이걸 가장 먼저 시작한 일본에서는 '유비사시 카쿠닌(指差し確認)' 또는 '시사칸코(指差喚呼)'라고 한다. 일본에서는 유효한 안전 대책으로서 보급되어 있으며 철도, 버스, 항공 업계, 건설업, 제조업 등에서 자주 행해지고 있다.

## 방법과 효과
요령은 상태를 확인할 물체를 손가락으로 지적한 다음 물체의 상태를 목소리로 환호 하면 된다. 상황에 따라서는 지적하지 않고 물체의 상태를 눈으로 확인하고 목소리로 환호만 하는 확인 환호도 사용된다.
이 행위의 의의는 작업의 실수를 줄이고 인지적 집중을 향상하는 데 있다. 사람이 눈으로만 확인할 때 나타난 2.68%의 실수 확률이 지적확인을 하면 최대 0.38%까지 줄어들었다.

## 역사
메이지 시대 말기인 1900년대 초 일본국유철도인 고베 철도관리국에서 시작된 것이 계기다. 눈이 나빠진 기관사가 기관 조수에게 여러 차례 신호 확인을 시키던 중 동승한 기관차과 상사가 기관사가 눈이 나쁜 것을 모르고 훌륭한 일이라며 규칙화했다.

## 도입 사례
일제 강점기에 일본의 철도 시스템을 도입한 한국이나 대만 외에 홍콩이나 중국의 일부, 브라질 리우데자네이루의 SuperVia라는 근교형 철도에서 채용되고 있다.
뉴욕 지하철에서는 일본에서 본 지적환호에 감명받은 간부의 지시로 1996년부터 손가락 가리키(지적확인)만 도입하고 있다.